# Алгама
Алгама́ (застар. Алгома, якут. Алгама) — річка в Якутії і Хабаровському краї Росії, права притока Гонаму, басейн Алдану і Лени. Назва річки походить з евенкійської, якою «Алга» означає «благословення».
Вздовж правого берегу річки проходить залізниця Улак — Ельга до Ельгінського родовища кам'яного вугілля. Влітку ріка використовується туристами для сплавів.

## Основні відомості
Довжина річки — 426 км, площа басейну — 21 500 км². Бере початок з північних схилів Станового хребта. Висота витоку — 1200 м над рівнем моря. Тече в північно-східному напрямку Алданським нагір'ям, впадає в Гонам в 3,5 км від місця його впадання в Учур. По всій довжині має риси гірської річки, в нижній течії досягає ширини 100—150 м. Висота гирла — 289 м над рівнем моря.
Річка приймає 47 приток довжиною більше 10 км, основна з них- річка Ідюм, впадає справа. У басейні річки близько 1500 озер, найбільшим з них є озеро тектонічно-льодовикового походження Велике Токо площею 85,2 км². Островів на Алгамі небагато, в основному вони зустрічаються в нижній течії.
Живлення Алгами дощове і снігове. Розкривається від льоду в кінці травня, замерзає в кінці жовтня. Середньорічна витрата води непостійна і сильно залежить від кількості опадів в межах басейну. За сильних дощів у літній період рівень води в річці може підніматися на кілька метрів протягом декількох годин.